# Classe intel·ligent
Classe intel·ligent (smart classroom en anglès) és un concepte educatiu que fa referència a l'ús de tecnologies digitals per transformar l'aula tradicional en un entorn d'aprenentatge interactiu i connectat. Aquest tipus de classe integra dispositius com pissarres digitals, tauletes, ordinadors i connexions a internet per afavorir la participació activa, l'accés a recursos en línia i la personalització de l'ensenyament. L'objectiu és millorar els processos d'aprenentatge mitjançant l'ús d'eines tecnològiques innovadores.

## Context
És un espai on la tecnologia omnipresent ajuda en el procés d'aprenentatge d'una manera discreta, social i col·laborativa. Està dissenyat a partir d'un procés de codisseny que articula la dimensió pedagògica amb la dimensió digital. Es fonamenta en evidències científiques que emergeixen de la investigació. Aquests espais permeten l'aprenentatge a partir del benestar de totes les persones que l'habiten i responen a qualsevol necessitat pedagògica, possibilitant una experiència d'aprenentatge satisfactòria i un desenvolupament integral de l'alumnat.
És un tipus d'educació influït per les noves formes de treballar i aprendre en el segle xxi, resultat de la irrupció d'Internet i les Tecnologies de la informació i la comunicació. Això fa que les escoles hagin de repensar la forma d'aprendre i treballar quines habilitats són necessàries per afavorir aquest aprenentatge. D'aquesta necessitat neix un recull d'habilitats comunament conegudes com les habilitats per al segle xxi.
Però aquest canvi de paradigma educatiu no només fa referència a metodologies. Fa també que s'hagi de pensar com és l'entorn on es produeixen els aprenentatges de forma que modifiqui el paper dels docents, les relacions entre l'alumnat, les tasques, la forma d'avaluar i els mitjans disponibles, Viñals i Cuenca (2016) remarquen que la construcció del coneixement s'ha de donar en “entorns informals, flexibles, rics en eines de comunicació, segurs, simples, connectats i on hi hagi tolerància a l'experimentació i l'error”.
D'aquest concepte sorgeix el terme classe intel·ligent, són aules amb unes característiques determinades nascudes d'aquest plantejament pedagògic. Aquests espais estan dotats d'un ventall de tecnologies educatives i connexió a Internet on l'alumnat serà l'artífex del seu propi aprenentatge i el professorat es convertirà en un guia. Pearlman (2010) proposa que aquesta nova forma d'entendre els espais d'aprenentatge sigui el final d'un procés que comenci per repensar l'aprenentatge i les habilitats necessàries, la pedagogia i el currículum, la forma d'avaluar i la tecnologia necessària per fer-ho.
En la mateixa línia, des del Smart classroom Project fan referència a tres dimensions (pedagògica, ambiental i digital) que qualsevol classe intel·ligent hauria de tenir en compte, però la investigació sobre l'espai d'aprenentatge ha de considerar com a dimensió principal, la pedagògica. Això vol dir que l'espai i la seva configuració i disseny (dimensió ambiental) ha de respondre a la intencionalitat pedagògica. L'espai també ha de respondre i permetre una integració invisible de la tecnologia, i al mateix temps, aquesta integració també ha de respondre sempre a una determinada intencionalitat educativa.
Segons Bautista i Borges, les classes intel·ligents comporten una sèrie d'avantatges relacionats amb la motivació, la creativitat i la creació d'un ambient que promou l'aprenentatge. Tanmateix, assenyalen alguns desavantatges en aquest tipus d'aules lligats a les possibles distraccions, la manca de promoció d'habilitats socials, la necessitat de recursos econòmics per remodelar l'aula i la indispensable formació dels docents.
El concepte està en constant evolució. Hi ha experiències i recerca arreu del món on pedagogs, tecnòlegs i arquitectes treballen plegats per tal de donar resposta a les necessitats que es plantegen a les aules. A Catalunya hi ha una recerca sobre aquest tema impulsada per un equip interuniversitari i on participen diferents centres educatius del país.

## Definició
L'aula intel·ligent és una comunitat d'aprenentatge que té com a objectiu principal el desenvolupament de la intel·ligència i dels valors dels alumnes. Aquests, planifiquen, realitzen i regulen el seu propi treball, sota la mediació dels docents, per mitjà de mètodes didàctics diversificats i tasques autèntiques, avaluats pels alumnes i mestres, en un espai multiús obert, tecnològicament equipat i organitzat segons els principis de la qualitat total en la gestió.
L'aula intel·ligent és una metodologia educativa que fou creada per Felipe Segòvia que va començar a aplicar-se en els Col·legis Internacionals SEK l'any 1995. Es caracteritza per la promoció de l'autonomia i el foment de la investigació en els alumnes, i persegueix el desenvolupament de la comprensió profunda dels conceptes mitjançant projectes i reptes aplicats a la realitat.
Aquest model educatiu utilitza mètodes d'ensenyament basats en la indagació, la reflexió, la discussió i el treball cooperatiu, i concep el professor com un mediador que situa l'alumne en el centre de l'experiència d'aprenentatge, promou la seva autonomia i responsabilitat. Pensa en l'avaluació com un instrument formatiu, i té molt en compte l'impacte del disseny de l'espai sobre l'experiència d'aprenentatge.
D'acord amb Bautista i Borges (2013) una smart classroom ha de basar-se en els següents principis: flexibilitat de l'organització espacial, adaptabilitat, comoditat, multiplicitat, connectivitat, personalizació, ordre i organització, obertura i seguretat. Resumint aquests principis en tres: flexibilitat, tant de l'organització espacial, com de l'ús que es dona a l'aula; connectivitat, tant dins com fora de l'aula, per permetre l'aprenentatge col·laboratiu; i per acabar, obertura, les possibilitats que ofereixen les noves tecnologies fan que l'aprenentatge distribuït sigui una realitat.
Li, Kong i Chen (2015) analitzen l'estat de la qüestió a partir de diferents estudis escrits fins al moment. De la seva recerca en deriven quatre característiques bàsiques d'una classe intel·ligent: 
- Entorn d'aprenentatge ric en tecnologia, que combina els elements físics i els virtuals i que tenen la capacitat de tenir consciència del context i ajustar automàticament els paràmetres de l'espai en llum i temperatura.
- Proporciona els continguts d'aprenentatge, les eines d'aprenentatge i el suport per a tot tipus d'activitats d'ensenyaments d'aprenentatge (inclosos l'aprenentatge personalitzat, en grup, la recerca, l'aprenentatge col·laboratiu, l'aprenentatge mòbil i virtual). Facilita l'aprenentatge centrat en l'alumnat i proporciona als estudiants un suport adaptatiu per a aprenentatges actius i activitats d'aprenentatge constructives.
- Té l'habilitat d'emmagatzemar, recopilar, calcular i analitzar dades dels aprenents per tal de prendre decisions pedagògiques optimitzades.
- És un espai d'aprenentatge obert que ofereix als alumnes contextos d'aprenentatge reals, estimulant la motivació per a l'aprenentatge, implicar la creació dels estudiants i oferir-los experiència pràctica d'aprenentatge.

En un estudi recent, Saini i Goel (2020), afirmen que gràcies a l'ús de classes intel·ligents s'avalua i es millora l'organització i l'estructura de l'espai d'aprenentatge, posant especial atenció a les TIC. També es desenvolupen condicions, dinàmiques i metodologies innovadores gràcies a que es crea un nou context educatiu. Aquestes aules creen un ambient d'aprenentatge visual, auditiu i interactiu; utilitzant avenços organitzatius, metodològics i tecnològics on s'enriqueixen les situacions d'aprenentatges dels estudiants, fent-los responsables del seu aprenentatge. Per acabar, proposen una taxonomia per tal d'endreçar la informació sobre les aules intel·ligents que conté quatre dimensions:
- Contingut intel·ligent. Inclou la preparació, lliurament i distribució de contingut multimèdia ric.
- Interacció i implicació intel·ligent. Inclou la interacció entre l'alumnat, la interacció entre l'alumnat i el professorat i la implicació dels estudiants durant el temps de classe.
- Avaluació intel·ligent. Inclou una avaluació de l'aprenentatge de l'alumnat i un retorn al professorat.
- Entorn físic intel·ligent. Una aula intel·ligent ha de tenir un entorn físic saludable (temperatura, humitat, etc).

Segons Tissenbaum i Slotta (2019), molts investigadors proposen que el disseny i la implementació de les aules intel·ligents es transformen en mediadors de la recerca dels alumnes. Els estudiants no naveguen per la informació de forma passiva, sinó que creen, connecten i prenen dades d'un lloc a un altre i d'un grup a un altre. Aquestes comunitats d'aprenentatges permeten focalitzar en la col·laboració, la reflexió, posant èmfasi en els recursos de la comunitat i la progressió de les idees. El fet que hagi un aprenentatge col·laboratiu ofereix un ambient en el qual el professor implica els alumnes a reflexionar sobre les seves accions i poder tenir un impacte actiu. La col·laboració promou la intervenció dinàmica dels alumnes en l'educació tant a nivell personal com en grups. En aquestes aules intel·ligents, cada estudiant es retroalimenta dels altres companys fomentant la participació. Les tecnologies aplicades a entorns educatius, ofereixen una sèrie de propostes significatives que permeten obrir l'aula a tota mena de coneixements i estendre l'aprenentatge col·laboratiu més enllà dels límits físics de l'aula.

## Història
L'any 1995 Felipe Segovia Olmo, al capdavant de la Institució SEK-aula intel·ligent, exposava els punts de com entenia una classe intel·ligent. Un espai obert on treballar per projectes i en grups, amb uns horaris i un projecte curricular flexibles i que el mitjà pel procés d'ensenyament aprenentatge fossin les noves tecnologies. Però sobretot, clamava un canvi de model educatiu que respongués a la realitat actual i que preparés als estudiants per a la vida professional i social.
Anys després, l'any 1997, el grup Future Computing Environments de l'Institut de Tecnologia de Georgia, Estats Units, va elaborar un projecte amb la intenció d'estudiar a fons la omnipresència de l'ús d'ordinadors en l'educació. Es tractava d'una classe prototipada amb un entorn i amb unes infraestructures capaces d'enregistrar una classe ordinària d'universitat. Aquest tipus de classe intel·ligent tenia com a principal objectiu evitar el "note-taking" per tal de capturar millor l'atenció de l'estudiant i facilitar-li així la informació transmesa a classe submergint-lo al complet en un ambient d'ensenyament i aprenentatge.
El terme intel·ligent aplicat als entorns d'aprenentatge, té uns quants anys. Huang, Yang i Zheng (2013) mostren alguns exemples de com es parlava de creació d'entorns intel·ligents d'aprenentatge. Tots ells buscaven que la inserció dels recursos digitals a l'aula havien d'oferir un aprenentatge fàcil, compromès i efectiu. Spector (2014) va afirmar que un lloc d'aprenentatge es pot denominar intel·ligent quan es fa ús de tecnologies adaptatives i està dissenyat per influir capacitats i característiques innovadores que milloren l'educació.
Posteriorment, Tikhomirov, Dneprovskaya i Yankovskaya (2015) van introduir el terme Smart Education com un sinònim acurat del terme Smart Learning Environment (SLE), perquè consideraven que l'ambient, del qual parla el terme, fa referència a l'espai on es troba qui està aprenent, no exclusivament a l'aula física de l'escola.
El concepte de Smart Classroom té molta relació amb les Open Classroom, existents des dels anys 60 i que es poden definir com aules amb una distribució diferent, les quals cedeixen els espais centrals a l'alumnat, són flexibles i adaptables. Sota el concepte de comunitat d'aprenentatge pren força, ja que allò que es busca és una major implicació de l'alumnat i una millor relació entre ells.
Gros (2016) evidencia i defineix la importància del disseny tecnològic a l'hora de crear un aprenentatge òptim. De la mateixa manera, l'autora relata que l'aprenentatge intel·ligent va directament relacionat amb el concepte TEL (technology-enhanced learning), molt utilitzat a Europa. En general, dona importància al lloc en concret en què l'aprenentatge es duu a terme. En aquest cas, la ubicació en temps real és essencial per adaptar-se a les necessitats i al context situacional de l'aprenent. Chen et al. (2016) citat per Gros (2016), manifesten entorn al concepte smart learning, que assegura la fusió entre la pedagogia i la tecnologia amb la intenció de crear un entorn ric en evidències de canvis, habilitats en continu desenvolupament i transferides directament als aprenents.
Una Smart Classroom és, per tant, la versió del segle XXI d'aquest concepte incloent la participació de la tecnologia. Aquest fet permet obrir l'aula a tot tipus de coneixements i estendre l'aprenentatge col·laboratiu més enllà dels límits físics de l'aula. (Campos, 2018)

## Característiques
L'aspecte més característic de les classes intel·ligents és la integració de les TIC per donar suport als processos d'ensenyament aprenentatge i millorar la intel·ligència digital. Tanmateix, Li et al. (2015) exposen quatre característiques per identificar una classe intel·ligent no només amb la incorporació de les tecnologies.
- Una classe intel·ligent és rica en tecnologia, en tant que combina ambients d'aprenentatge físics i virtuals i permet ajustar els paràmetres ambientals, com la llum i la temperatura de forma automàtica.
- Una classe intel·ligent pot proporcionar continguts, interaccions de suport i eines d'aprenentatge constructiu per a tot tipus d'ensenyament i activitats d'aprenentatge. La classe intel·ligent afavoreix un aprenentatge centrat en l'estudiant, que té accés a un suport adaptat en la seva formació perquè aquest desenvolupi un paper actiu.
- La classe intel·ligent permet emmagatzemar, recol·lectar i analitzar la gran quantitat de dades extretes de l'alumnat per prendre les decisions pedagògiques més adequades.
- La classe intel·ligent és un ambient d'aprenentatge obert que garanteix a l'alumnat un autèntic context d'aprenentatge. Això pot estimular la seva motivació, la seva creativitat i proporcionar als estudiants una experiència pràctica d'aprenentatge

El College Roorkee, de l'Índia (novembre 2016) publica les característiques de l'aula intel·ligent:
- Aprenentatge adaptatiu: es respecta el ritme d'aprenentatge dels alumnes i la forma en què se senten més còmodes, adaptant-se a les seves necessitats.
- Aprenentatge col·laboració: s'aprèn millor mitjançant la col·laboració, ja que es desenvolupa el pensament crític. L'aprenentatge col·laboració redefineix la relació tradicional alumne-professor a l'aula.
- Dispositius informàtics: els ordinadors estan fàcilment disponibles a les aules, ja que són eines essencials per als estudiants i una oportunitat de millorar metodològica pels docents.
- Respecte mutu: docents i alumnes han de continuar respectant-se tot i haver canviat els rols. Els professors haurien d'animar els estudiants a parlar amb confiança i valorar les seves opinions.
- Avaluacions basades en el rendiment: els professors realitzen regularment avaluacions basades en el rendiment mitjançant diversos mètodes que no es limiten a les proves. Poden ser mitjançant la realització de qüestionaris i enquestes.
- Aprenentatge centrat en l'alumne: a les aules intel·ligents, els professors fan el paper de facilitadors i orienten i ajuden els estudiants a pensar críticament, tenint ben presents les seves habilitats i els seus estils d'aprenentatge.
- Els estudiants assumeixen la responsabilitat del seu aprenentatge: a mesura que se'ls anima a participar activament en el seu propi aprenentatge, es converteixen en responsables primers d'ell.
- Els estudiants comprenen i segueixen les regles i els procediments: l'entorn d'aprenentatge està planificat i ben organitzat i els estudiants en coneixen tots els detalls.

I el mateix centre, en la mateixa publicació, anomena els objectius que porta implícits l'aula intel·ligent:
- Ajudar els professors a afrontar nous reptes i desenvolupar les capacitats i el rendiment dels estudiants.
- Permet als professors accedir a recursos curriculars pedagògicament sòlids i visualment rics, així com a contingut i informació multimèdia que motivi als alumnes.
- Permet als professors expressar les seves opinions i assegurar que tots els nens assoleixin els continguts.
- Fer reals els conceptes abstractes, fent-los més comprensibles.
- Tenir un ensenyament interactiu i en viu per elaborar i comparar diferents objectes i percepcions cap als conceptes particulars
- Dissenyar un mòdul de classe intel·ligent que permeti als alumnes visualitzar el concepte amb imatges i animacions.
- Avançar cap al desenvolupament on es prioritzi l'assoliment dels estudiants.
- Fer que l'aprenentatge sigui una experiència agradable per als estudiants. Activitats i jocs per facilitar el procés d'aprenentatge.
- Instruir simultàniament estudiants de manera virtual i presencial, on es pot dur a terme una docencia híbrida.
- Millorar el pensament creatiu en el procés d'aprenentatge per visualitzar els conceptes i les pràctiques amb models i demostracions.
- Optimitzar l'ús de llibres electrònics, revistes electròniques, protocols, documentals, etc.
- Personalitzar el contingut segons l'esquema de treball de l'escola i proporcionar la facilitat per actualitzar el contingut.

Per altra banda trobem segons Saini i Goel (2019) els següents elements que formen part d'una classe intel·ligent:
- Televisors i projectors per mostrar imatges, vídeos, gràfics i les activitats realitzades pels alumnes.
- Sensors de detecció de gestos que faciliten la manipulació de les diapositives des de qualsevol punt.
- Sistema de reconeixement de veu que fa possible canviar de diapositiva a partir de paraules clau.
- Sistema d'interacció multimodal que detecta el tacte i el gest per interactuar amb dispositius informàtics.
- Telèfons intel·ligents per mostrar presentacions i per compartir material.
- Robots programats per presentar continguts de manera interactiva i respondre preguntes als alumnes.
- Pissarres interactives que permeten escriure en un espai compartit.
- Tecnologies que faciliten la interacció entre dispositius, com ara Bluetooth, sensors Bluetooth de baixa energia, WIFI, WLAN, LAN, 3G, 4G i LTE, que permeten detectar la localització dels estudiants, identificar l'adreça MAC que estan utilitzant i enviar-los materials depenent de quina formació estiguin fent.
- Sistema de notificacions que avisa els estudiants sempre que hi ha canvis al material del curs.
- Sistemes d'indexació i recuperació automàtica que permeten accedir a vídeos a partir de paraules clau.
- Realitat augmentada per crear entorns d'aprenentatge més realistes.
- Tècniques d'assistència biomètrica, targetes intel·ligents, escàner d'empremtes digitals i sistema de reconeixement facial que permet registrar l'assistència.
- Sensors que controlen les condicions a l'aula: la llum, la temperatura, la humitat, la qualitat de l'aire i l'acústica.

Bautista y Borges (2013), van establir els principis en què ha de basar-se una classe intel·ligent. Aquests són:
- Flexibilitat de l'organització espacial: la distribució ha de permetre canviar les agrupacions de l'alumnat, per tal de fomentar l'aprenentatge cooperatiu.
- Adaptabilitat: l'espai pot adaptar-se a cada moment i cada aula. Aquest espai, ha de permetre atendre la diversitat i afavorir l'educació inclusiva.
- Comoditat: han d'incloure’s elements per realitzar diferents activitats amb comoditat: sofàs i coixins per llegir o escoltar música, per exemple.
- Multiplicitat: fa referència a l'ús de diversos tipus d'estímuls i recursos. Cal que sigui un espai on l'alumne tingui accés a diferents fonts d'informació.
- Connectivitat: l'espai ha de disposar d'una connexió a Internet sense fils i de qualitat, que permeti aprofitar al màxim el potencial dels dispositius mòbils tant dins com fora de l'aula.
- Personalització: les classes intel·ligents permeten crear espais personalitzats d'aprenentatge entre els docents i l'alumnat. És important que alumnes i professors tinguin un elevat sentiment de pertinença a l'espai i les seves dinàmiques.
- Ordre i organització: cal crear una disposició ordenada dels espais i recursos per desenvolupar totes les activitats d'ensenyament i aprenentatge.
- Apertura: l'aprenentatge ha d'anar més enllà de l'espai de l'aula i dels horaris assignats. Per aquest motiu, la classe intel·ligent ha d'estar connectada amb l'exterior.
- Seguretat: tant el professor com l'alumnat han de sentir-se segurs a l'aula. És important que la configuració de l'espai ajudi a evitar accidents físics, i que l'accés a la informació a través d'Internet es porti a terme de manera segura.

Bautista i Borges (2019) van afegir més tard un desè principi a la seva llista: la sostenibilitat.
- Sostenibilitat: els elements que formen una classe intel·ligent han de ser respectuosos amb el medi ambient.

El vincle entre la classe intel·ligent i la sostenibilitat, de fet, s'ha demostrat que va més enllà de la cura pel medi i té també incidència en facilitar metodologies per a l'educació en desenvolupament sostenible.

## Competències de l'estudiant
Sánchez i Campos(2016) parla de les competències clau que facilita la metodologia que promou l'aula intel·ligent:
- (CMCT) Competència matemàtica i competència bàsica en ciències i tecnologia: l'aula intel·ligent fa possible que els docents apropin el món físic a les seves aules. Permet el disseny de sessions dinàmiques i interactives on l'aula es transforma en un nucli de preguntes i descobriments on els estudiants se senten inspirats a aprendre i explorar mitjançant la vivència d'experiències des de la tecnologia.
- (CSC) Competència Social i Cívica: l'estudiant interactua desde la seva posició exerceix lideratge i és un membre actiu de la comunitat mitjançant la participació i la comunicació de les seves propostes.
- (CCLI): Competència en Comunicació Lingüística: els estudiants milloren la seva comprensió lectora i incrementen la seva capacitat d'anàlisi crític dels textos a través d'un context visual creat pels professorat, fent més senzill els material.
- (CD): Competència digital: a través de l'ús de les TIC.
- (CAA): Competència d'aprendre a aprendre: l'aula intel·ligent afavoreix que l'estudiant conegui les seves pròpies possibilitats i debilitats amb relació a la utilització de les tecnologies com a part del procés educatiu, i li dona un punt de partida a partir del qual pot créixer en el plànol personal.
- (SIEE): Competència de sentit de la iniciativa i esperit emprenedor: a través de la utilització de les TIC, l'estudiant aprèn a tenir un criteri propi en les eleccions que fa, i s'inicia en la transformació de les seves pròpies idees en accions.

## Rols dels agents implicats
Felipe Segovia Olmo (1995) descriu el paper que ha de tenir el docent i el rol de l'alumne dins una aula intel·ligent.
El paper del docent és:
- Planificar
- Diagnosticar els punts forts i els febles
- Motivar
- Presentar les tasques partint dels coneixements previs
- Promoure la comprensió, la retenció i l'aplicació dels coneixements
- Procurar la personalització i el control de l'aprenentatge
- Afavorir el traspàs d'informació
- Promoure el treball cooperatiu

El paper de l'alumne és:
- Participació personal activa en l'aprenentatge
- Organitzar i planificar les tasques i els processos necessaris
- Automotivació
- Responsabilització dels èxits i els resultats negatius
- Utilització de les estratègies i habilitats adients a cada procés
- Aplicar els coneixements per a la seva consolidació
- Transferir els coneixements a altres contexts
- Liderar el propi aprenentatge

Felipe Segovia també va descriure els trets característics del mestre a l'hora d'exercir la docència:
- Treball en equip
- Aprendre dels companys
- Dissenya situacions noves d'aprenentatge
- Participa i col·labora en totes les fases del procés educatiu
- Elimina tasques rutinàries improductives
- Utilitza la dinàmica de grups
- Es perfecciona com a educador i participa en cursos de formació permanent
- Planifica bé les activitats i dona sentit a les tasques
- Es creatiu, innovador i investigador
- Avalua i és avaluat en funció dels resultats
- Està motivat pels èxits dels alumnes i se sent realitzat
- Passa de transmissor de coneixement a guia del procés educatiu

## Avantatges i desavantatges
Tal com també s'afirma a l'article de Bautista i Borges, disposar d'una classe intel·ligent presenta els següents avantatges:
- Millora del rendiment: l'alumnat està més motivat.
- Accés a més informació: tot el que necessitem està a Internet i la informació sempre està disponible.
- Major exposició: amb l'accés a Internet l'alumnat pot accedir-hi a més idees i opinions diferents, donant lloc a pensaments més crítics.
- Recuperar el temps: les classes intel·ligents permeten recuperar la informació/classes perdudes.
- Diversitat: aprendre per diferents mitjans afavoreix l'atenció a la diversitat. A més a més, es poden disposar dels recursos tantes vegades com desitges.
- Com la distribució de l'aula és millor l'alumnat disposa de més espai per treballar. A més, es pot canviar aquesta distribució de manera ràpida segons convingui.
- A través de les aules intel·ligents es desenvolupa la creativitat de l'alumnat i es potencia l'aprenentatge en totes les seves formes: visual, oral, escrita i auditiva.
- Un ambient tranquil i benestant provoca que aprenguen més i millor.
- Facilita l'aprenentatge col·laboratiu promovent la igualtat social a l'aula

- La comunicació entre estudiants i docents és bidireccional.

D'altra banda, també cal tenir en compte els desavantatges:
- Distracció: un dels inconvenients més importants.
- Dades inapropiades: l'alumnat pot estar exposat a webs o enllaços inapropiats. Les escoles solen tenir limitat l'accés a aquests llocs, però de vegades no es poden controlar les cerques.
- Falta d'interacció cara a cara. Sovint, s'interactua més per mitjà de les xarxes socials que cara a cara, cosa que pot afectar les habilitats socials.
- La manca d'una bona connexió a Internet a les escoles és un altre dels grans obstacles als quals s'enfronta la transformació digital de les escoles.
- Falta de recursos econòmics per canviar mobiliari i la decoració de l'aula.
- Manca de formació a professors en tecnologies de la informació i comunicació, en metodologies innovadores i en noves formes d'organitzar l'aula.
- Sorgeix la necessitat de capacitar als professors en la integració curricular de les TIC.
- Inconvenients de les aplicacions que difuminen el sentiment d'identitat, fomenten les relacions superficials amb els altres i entorpeixen la imaginació creativa.
- Pèrdua de temps. Basar l'aprenentatge únicament mitjançant la tecnologia, pot provocar una paralització de la classe en cas de fallida tècnica dels components.

## Classes Intel·ligents al món
Context:
Respecte al panorama internacional en la creació de classes intel·ligents, el grup de treball Interactive Classroom Working Group (ICWG) de European Schoolnet va elaborar un informe per compartir experiències relacionades amb la integració de tecnologies a les aules i el seu impacte en l'ensenyament i l'aprenentatge.
Segons l'informe, a Àustria, existeixen moltes iniciatives del sistema d'educació austríac on es contempla la importància de l'espai d'aprenentatge adequats. Aquestes iniciatives es basen en l'enfocament de l'Aula del Futur de European Schoolnet que inspirà el Ministeri d'Educació austríac per a implementar Estudis d'Innovació en l'Educació (EIS).
La iniciativa EIS està pensada especialment per a centres educatius de primària, on els docents reben recolzament per confeccionar escenaris educatius que promouen habilitats digitals mitjançant mètodes constructivistes.
A Estònia, tot i que no hi ha directrius per a la creació de classes intel·ligents a nivell nacional, existeixen esforços per reformar els centres educatius. A més, l'Estratègia d'Aprenentatge Permanent 2020 és un document que recull diferents estratègies, com ara l'ús de la tecnologia en els processos d'ensenyança i aprenentatge.
Fent una mirada cap a Irlanda, l'Estratègia Digital per als Centres Educatius 2015-2020 és una política que prioritza accions per tal d'optimitzar la infraestructura escolar i fer ús de dispositius electrònics per impulsar un aprenentatge innovador. En aquest sentit, els centres educatius reben assessorament, assistència i desenvolupament professional continu sobre la planificació i la integració de les TIC a l'àmbit educatiu per part del PDST Technology in Education.
A Itàlia, trobem la institució Indire, que aposta per projectes que investiguen l'ús dels espais d'aprenentatge, les TIC i la innovació. L'objectiu és crear aules 3.0, component espais d'aprenentatge més flexibles i còmodes amb l'ús de les tecnologies. Així mateix, el govern ha finançat més de 300 escoles noves, construint edificis preparats per al futur, oberts, sostenibles i segurs.
D'altra banda, a Noruega no hi ha hagut iniciatives nacionals directament destinades al desenvolupament d'espais d'aprenentatge, no obstant, el Centre Noruec per a les TIC en l'Educació assessora sobre l'arquitectura TIC i la normalització en l'àmbit educatiu. A més, el Monitor Skole y el Barnehagemonitor són dos informes publicats cada dos anys que analitzen l'estat de digitalització dels centres educatius.
Per acabar, a Portugal, la Direção-Geral da Educação (DGE), creada pel Ministeri d'Educació implementa i desenvolupa les tecnologies en els centres educatius. A més, treballa amb els centres per assegurar la formació docent com a part del procés de canvi.
Projectes:
Arreu del món hi ha un gran nombre d'universitats i centres educatius que han apostat per les classes intel·ligents adoptant noves maneres d'utilitzar la tecnologia en quant als processos d'ensenyament/aprenentatge, i en els processos de desenvolupament de continguts. Alhora, hi ha estudis que asseguren que les aules tecnològiques, gràcies als recursos multimèdia, promouen l'intercanvi d'informació, un debat més ampli i un assoliment més sòlid de les matèries.
Algunes de les institucions que formen part d'aquests projectes són: la UOC, la Universitat de Utah, la Universitat Harvard, la Universitat de Washington, la Universitat de Barcelona i la Universitat Autònoma de Barcelona d'entre d'altres.
La UOC junt amb la Universitat de Barcelona, la Universitat Autònoma de Barcelona, la Universitat de VIC i la Universitat Simón Bolívar, han portat a terme un projecte sobre Smart Classroom, on més de 2000 alumnes i mestres experimenten amb les aules del futur. El que pretén és trobar el disseny més òptim dels espais educatius per adaptar-se a les noves metodologies. En aquest sentit, els investigadors han demanat l'ajuda dels mestres, dels alumnes i de les famílies perquè els traslladen les seves percepcions en tres dimensions, la dimensió ambiental, la pedagògica i la digital perquè pensen que aquestes 3 dimensions s'han d'avaluar i treballar conjuntament.
Aquest projecte proposa aules que tinguin més cura pel medi ambient, més adaptables als diferents tipus d'aprenentatges i més flexibles a l'hora d'organitzar-se. En Guillermo Bautista, director del projecte, comenta que aquestes aules les utilitzen xiquetes i xiquets d'infantil fins a batxillerat. Són flexibles i, per tant, canvien depenent del tipus d'activitat o d'aprenentatge que es dona en cada situació educativa. Compten amb una pantalla interactiva mòbil que es pot utilitzar, moure o amagar, i amb un mobiliari polivalent que permet diferents tipus d'agrupacions i d'organitzacions.
A Perú a l'IE Coronel José Joaquín Inclán, van decidir millorar els aprenentatges dels seus alumnes, adaptant-se a l'aula intel·ligent i van obtenir els següents resultats:
- Ràpida adaptació de l'aula intel·ligent entre estudiants i professors.
- Major interès dels estudiants en les matemàtiques, ciències i comunicació.
- Millor pronunciació de l'anglès i major participació a l'aula.
- Major nivell en la realització de tasques i millors treballs.
- Millor cerca d'informació i interès en els problemes de la comunitat.
- Major participació de les famílies en la institució educativa.

Per altra banda, l'aula tecnològica de l' “Instituto Politécnico Osvaldo Herrera” va ser la primera que hi va haver a Cuba, fruit d'una donació realitzada a finals de l'any 2015 per una empresa xinesa TRACEBoard.
A l'any 2009, el sistema educatiu a l'Índia, marcat per l'aprovació del dret fonamental a l'educació, acaba mirant també cap a les aules intel·ligents. Per tant, s'observa com de manera global les classes intel·ligents estan sorgint arreu del món, complementant de manera gratificant el procés educatiu.

## Estudis científics sobre classes intel·ligents
Avui dia hi ha pocs estudis que analitzin l'eficàcia i el grau d'implantació de les classes intel·ligents. Tot i així, un article publicat al mes de març de 2021 explora, mitjançant una enquesta, les percepcions i actituds envers el canvi dels professors que treballen a l'educació infantil, primària i secundària obligatòria a Catalunya pel que fa als espais intel·ligents d'aprenentatge.
La finalitat d'aquesta enquesta és identificar l'actual estat de les aules, conèixer la percepció dels docents i relacionar-les amb variables sociodemogràfiques i contextuals, i finalment, identificar perfils de docents oberts a millores.
En aquest estudi s'observa una relació entre els recursos econòmics de les escoles i una percepció favorable al canvi. Els professors de centres amb suficients recursos perceben, en major mesura, la necessitat de remodelar l'espai de l'aula. Així mateix, els professors d'escoles privades o concertades amb una proporció d'alumnes més baixa i dotació econòmica més elevada tenen una millor consideració de la importància d'introduir millores en els aspectes pedagògics i tecnològics.
Per altra banda, l'estudi també posa de manifest que el nivell educatiu on imparteixen classe els docents és una variable a tenir en compte, ja que sembla que els professors de secundària tenen menys iniciativa i estan menys motivats a l'hora d'implementar canvis i innovacions a les seves aules. Les futures proves d'accés a la universitat al final de l'educació secundària s'han convertit en l'objectiu principal de molts centres, cosa que restringeix la possibilitat de millores pedagògiques, ambientals o tecnològiques.
En resum, la generalització dels resultats requereix precaució. Tot i això, l'estudi ha ajudat a ampliar el coneixement científic sobre el tema, alhora que ha aportat algunes idees sobre la pràctica educativa.